# Rysk svart terrier
Rysk svart terrier (Tjornyj terjer) är en storvuxen hundras från Ryssland. Rasen utvecklades åren efter andra världskriget av Röda armén. Avsikten var att få fram en hård, skarp och arbetsvillig bevaknings- och skyddshund som kunde klara Rysslands alla olika klimat. Riesenschnauzer korsades med airedaleterrier och rottweiler samt med en hund kallad moskvaretriever (i sin tur en korsning mellan newfoundlandshund och schäfer). Rasen blev erkänd av den Fédération Cynologique Internationale (FCI) 1984.